# Tommy Söderberg
Tommy Söderberg (Stockholm, 1948. augusztus 19. –) svéd labdarúgóedző.
Az AIK vezetőedzőjeként 1992-ben megnyerte a svéd bajnokságot. Ezt követően 1994 és 1997 között a svéd U21-es válogatottat irányította.
Edzői pályafutása legismertebb időszaka kétségkívül, amikor Svédország szövetségi kapitánya volt 1998 és 2004 között. Ekkor Lars Lagerbäckkel közösen három nagy tornára sikerült kijuttatniuk a válogatottat (2000-es Eb, 2002-es vb, 2004-es Eb). A 2004-es Európa-bajnokság után döntött úgy, hogy visszamegy az U21-es csapathoz, melyet azóta is edz.

## Sikerei, díjai

### Edzőként
- AIK
- Svéd bajnok (1): 1992